# Đồng Lăng
Đồng Lăng (chữ Hán giản thể: 铜陵市, bính âm: Tónglíng Shì, Hán Việt: Đồng Lăng thị) là một địa cấp thị của tỉnh An Huy, Cộng hòa Nhân dân Trung Hoa. Đồng Lăng có diện tích 2.921 km², dân số 1.712.000 người (2011), GDP 46,67 tỷ nhân dân tệ (2010). Về mặt hành chính, địa cấp thị Đồng Lăng được chia thành các đơn vị hành chính gồm 3 quận, 1 huyện.
- Quận: Đồng Quan (铜官区), Giao (郊区), Nghĩa An (义安区).
- Huyện: Tung Dương (枞阳县)